# Donja Vrba
Donja Vrba je naseljeno mjesto u Republici Hrvatskoj u sastavu općine Gornja Vrba u Brodsko-posavskoj županiji.

## Zemljopis
Donja Vrba se nalazi oko 4 km istočno od općinskog središta Gornje Vrbe na cesti prema Zadubravlju.

## Povijest
Na području općine Gornja Vrba, najstariji nalazi ljudske prisutnosti sežu u vrijeme starijeg neolitika (mlado kameno doba - 8,000 godina starosti). Tako su na lokalitetu Saloš kod Donje Vrbe otkrivene metalurške radionice u ostacima naselja badenske kulture. 
Gornja i Donja Vrba naseljavali su Šokci bježeći od najezde Turaka tijekom 16. i 17. stoljeća. Šokci tada postaju čuvari granice prema Turskoj Bosni – i dobivaju nadimak graničari. 
Šokci, Hrvati se uglavnom bave poljoprivredom i šumarstvom. 
Nakon raspada Austrijsko-ugarske monarhije i uspostave Prve Jugoslavije seljaci Brodskog Posavlja, među njima i Vrbljani bunili su se protiv srpskog terora. Vrbljani su postali pristaše Stjepana Radića i HSS je dobio gotovo sve glasove autohtonog stanovništva. 
Dana 20. veljače 1935. srpski žandari ubili su šest seljaka iz Gornje Vrbe i Ruščice, koji su prosvjedovali protiv srpskog terora i ubojstva seljaka u Sibinju (Sibinjske žrtve) koji se dogodio dan prije. Taj događaj poznat je kao Vrbske žrtve. U njihovu spomen na gradskom groblju Slavonskog Broda postavljena je 1938. zajednički grobnica. 
Početkom 90tih glavna ulica koja prolazi kroz Gornju Vrbu i spaja grad Slavonski Brod sa susjednim selom Ruščićom (općina Klakar) dobiva naziv ulica Vrbskih žrtava. 
Do osamostaljenja Republike Hrvatske, Gornja i Donja Vrba bile su u sastavu Općine Slavonski Brod. Osnivanjem novih jedinica lokalne samouprave ta dva naselja ušla su u sastav Općine Klakar, gdje su i ostala do osnivanja Općine Gornja Vrba 1997, godine. 

## Šport i kultura
- NK Zvonimir, nogometni klub, igra u 1. ŽNL Brodsko-posavska
- KUD "Vrba" Donja Vrba
- Udruga Lovaca

## Obrazovanje
Područna škola "Ivan Goran Kovačić". 

## Stanovništvo
Prema popisu stanovništva iz 2011. godine Donja Vrba je imala 599 stanovnika. 
| broj stanovnika | 369   | 714   | 667   | 439   | 451   | 494   | 462   | 523   | 585   | 640   | 678   | 744   | 784   | 727   | 745   | 599   | 514   |
|                 | 1857. | 1869. | 1880. | 1890. | 1900. | 1910. | 1921. | 1931. | 1948. | 1953. | 1961. | 1971. | 1981. | 1991. | 2001. | 2011. | 2021. |